# Chiridiella reductella
Chiridiella reductella är en kräftdjursart som beskrevs av Markhaseva 1996. Chiridiella reductella ingår i släktet Chiridiella och familjen Aetideidae. Inga underarter finns listade i Catalogue of Life.